# Джонстаун (Вайоминг)
Джонстаун (англ. Johnstown) — статистически обособленная местность, расположенная в округе Фримонт (штат Вайоминг, США) с населением в 236 человек по статистическим данным переписи 2000 года.

## География
По данным Бюро переписи населения США, статистически обособленная местность Джонстаун имеет общую площадь в 83,14 квадратных километров, из которых 81,58 кв. километров занимает земля и 1,81 кв. километров — вода. Площадь водных ресурсов округа составляет 2,18 % от всей его площади.
Местность Джонстаун расположена на высоте 1603 метра над уровнем моря.

## Демография
По данным переписи населения 2000 года, в Джонстауне проживало 236 человек, 60 семей, насчитывалось 83 домашних хозяйств и 100 жилых домов. Средняя плотность населения составляла около 2,9 человек на один квадратный километр. Расовый состав Джонстауна по данным переписи распределился следующим образом: 43,64 % белых, 53,39 % — коренных американцев, 2,97 % — представителей смешанных рас.
Испаноговорящие составили 8,05 % от всех жителей статистически обособленной местности.
Из 83 домашних хозяйств в 28,9 % — воспитывали детей в возрасте до 18 лет, 56,6 % представляли собой совместно проживающие супружеские пары, в 12,0 % семей женщины проживали без мужей, 27,7 % не имели семей. 21,7 % от общего числа семей на момент переписи жили самостоятельно, при этом 4,8 % составили одинокие пожилые люди в возрасте 65 лет и старше. Средний размер домашнего хозяйства составил 2,84 человек, а средний размер семьи — 3,28 человек.
Население статистически обособленной местности по возрастному диапазону по данным переписи 2000 года распределилось следующим образом: 31,4 % — жители младше 18 лет, 6,8 % — между 18 и 24 годами, 27,5 % — от 25 до 44 лет, 25,0 % — от 45 до 64 лет и 9,3 % — в возрасте 65 лет и старше. Средний возраст жителей составил 33 года. На каждые 100 женщин в Джонстауне приходилось 100,0 мужчин, при этом на каждые сто женщин 18 лет и старше приходилось 107,7 мужчин также старше 18 лет.
Средний доход на одно домашнее хозяйство в статистически обособленной местности составил 27 500 долларов США, а средний доход на одну семью — 27 188 долларов. При этом мужчины имели средний доход в 29 286 долларов США в год против 18 000 долларов среднегодового дохода у женщин. Доход на душу населения в статистически обособленной местности составил 10 521 доллар в год. 11,3 % от всего числа семей в округе и 17,8 % от всей численности населения находилось на момент переписи населения за чертой бедности, при этом 22,8 % из них были моложе 18 лет и 11,1 % — в возрасте 65 лет и старше.